# 趾行

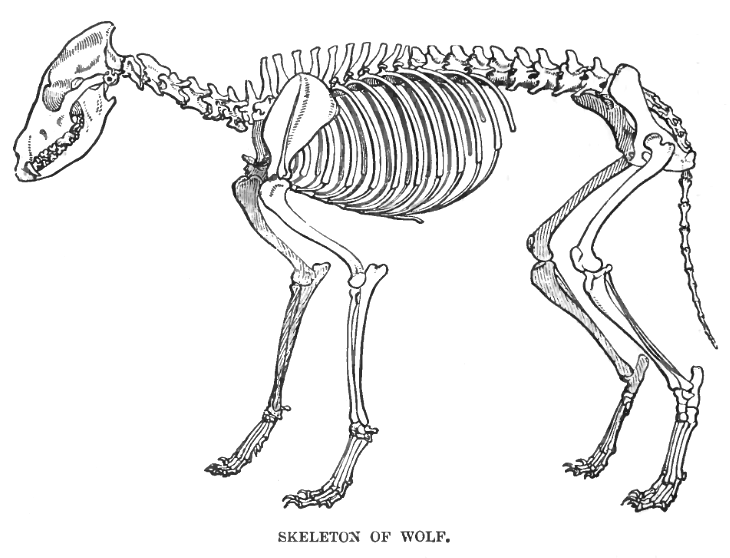
狼的骨架,展示了典型的趾行動物其腿部與足部骨骼的狀態

趾行（英文：Digitigrade(/ˈdɪdʒɪtɪˌɡreɪd/)），指僅有腳趾著地而腳跟或腕不接觸地面的行走方式，為哺乳動物三種行走形式之一，其他包括跗骨、跖骨和趾骨均著地的蹠行以及僅有腳趾指甲著地的蹄行。趾行動物包括部分鳥類、貓狗等其他哺乳動物，這種行走方式多能使其更快更安靜地移動。

## 例子
- 中爪獸目
- 恐龍(趾行與半趾行)
  - 鳥類 (除了潛鳥屬和鸊鷉屬為蹠行)
- 豬(半趾行)
- 河馬(半趾行)
- 巴基鯨屬
- 印多霍斯獸屬
- 袋狼
- 貓科
- 鬣狗科
- 犬科
- 象(半趾行)[2]
- 水豚(半趾行)
- 犬齿兽属（英语：Trucidocynodon）(至少前肢為半趾行)

## 外部連結
- Yes, the Shin Bone Is Connected to the Ankle Bone